# منصور بن حمد المالك
منصور بن حمد المالك (توفي يوم 12 مارس 2018) هو فقيه وقاض شغل منصب رئيس ديوان المظالم في المملكة العربية السعودية وهو عميد أسرة المالك، وشقيق رئيس هيئة الصحفيين السعوديين- خالد بن حمد المالك.

## نسبه
منصور بن حمد بن منصور بن دخيل بن حمد بن مالك بن حمد بن رسيس آل رسيس.

## حياته العلمية والمهنية
انتقل الشيخ منصور بعد حصوله على الشهادة الابتدائية في بلدته إلى الرياض العاصمة ليستزيد من طلب العلم فواصل التعليم على الشيخ محمد بن إبراهيم آل الشيخ وفضيلة الشيخ عبد اللطيف بن إبراهيم آل الشيخ حيث قرأ عليهم الفقه والتوحيد والتفسير والفرائض واللغة العربية. وفي عام 1372هـ واصل الشيخ منصور دراسته في المعهد العلمي في الرياض وحصل منه على الشهادة الثانوية في عام 1375هـ ثم واصل الدراسة في كلية العلوم الشرعية فحصل على الشهادة العلمية العالية منها عام 1379هـ.
- الأعمال التي مارسها الشيخ منصور فهي:

1. في عام 1368هـ أي بعد حصوله على الشهادة الابتدائية من الرس عمل معلما في المدرسة الأهلية في الرياض، ثم معلما في المدرسة الفيصلية في الرياض لمدة تقرب من أربع سنوات.
2. وفي عام 1372هـ ترك التدريس والتحق بالمعهد العلمي في الرياض ليواصل الدراسة وقبل تخرجه من كلية الشريعة بعام واحد تم تكليفه بالتدريس في المعهد العلمي في المجمعة حيث كانت المعاهد تحتاج لمعلمين في ذلك الوقت ومكث فيه قرابة عام واحد ثم انتقل للتدريس في معهد الرياض العلمي بعد تخرجه من كلية الشريعة عام 1379هـ.
3. في عام 1381هـ انتقل للعمل في ديوان المظالم وعيّن فيه محققا شرعيا ثم واصل الترقية في الوظائف الشرعية: رئيسا لمحكمة (ب) ثم رئيسا لمحكمة (أ) حتى وصل وهو في الديوان إلى أعلى درجات السلم القضائي وهي درجة رئيس هيئة تمييز.
4. في عام 1396هـ تم تعيينه نائبا لرئيس ديوان المظالم، ثم رئيسا لديوان المظالم بالإنابة.

## من مؤلفاته
للشيخ منصور مجموعة من البحوث والرسائل العلمية والمحاضرات في مناسبات عدة منها:
- مذكرات في (الفصل في المظالم في المملكة العربية السعودية). (وهي عبارة عن بحث أعده بمناسبة مرور مائة عام على تأسيس المملكة وألقاه يوم الثلاثاء: 9/10/1419هـ وطُبع عام 1420هـ).
- بحث بعنوان (الوقت وأهميته) في مذكرات.